# Hans Sturm (Musiker)
Hans M. Sturm (* 1960) ist ein amerikanischer Kontrabassist, der neben dem Bereich der Klassik vor allem als Jazz- und Improvisationsmusiker aufgetreten und als Musikpädagoge tätig ist.

## Leben und Wirken
Sturm, der aus Pennsylvania stammt, erhielt während seiner Schulzeit Instrumentalunterricht bei Anthony Bianco vom Pittsburgh Symphony Orchestra und Ferdinand Marresh vom Philadelphia Orchestra. Von 1982 bis 1990 studierte er an der University of Wisconsin-Madison, wo ihn Richard Davis und Jeff Bradetich unterrichteten. 1995 promovierte er an der Northwestern University zum Thema Jazz Scaling for the Double Bass.
Seit mehr als zwanzig Jahren geht Sturm mit dem kammermusikalischen Ensemble Fireflight und dem Trinkle Brass Works Trio auf Tournee. Im Bereich der elektronischen Musik hat er mit Komponisten wie Cleveland Scott und Joan Wildman zusammengearbeitet. Als Orchesterbassist war er Solobassist zahlreicher regionaler Orchester, darunter das Muncie Symphony, Quad Cities Symphony, Wisconsin Chamber Orchestra, Madison Symphony, Dubuque Symphony, Dorian Opera, Rockford Symphony und Racine Symphony. Als Mitglied des American Sinfonietta Chamber Orchestra war er auf Europatournee. Weiterhin ist er mit vielen Jazzmusikern aufgetreten, darunter Eddie Daniels, Phil Woods, Randy Brecker, Dick Hyman, Roscoe Mitchell, Joseph Jarman, Eddie Higgins, David Baker, Stanley Jordan, Peter Erskine, Joe LaBarbera, Alan Dawson, Béla Fleck und Howard Levy.
Sturm hat Auftritte und Kompositionen zu mehr als vierzig Aufnahmen mit Künstlern wie dem Pro Arte String Quartet, der Sopranistin Mimmi Fulmer, den Gitarristen Scott Fields, Dave Baney, Jeff Parker und Jack Grassel, den Trompetern Bob Levy und David Young sowie den Pianistinnen Jane Reynolds und Marilyn Crispell beigetragen. Mit seinem Bruder, dem Gitarristen Rolf Sturm, und Glen Velez bildete er die Sturm Brothers, die 1997 das Album Back Home veröffentlichten.
Inspiriert durch seine Arbeit mit François Rabbath, über den er auch eine umfassende Biographie verfasste, konzipierte und produzierte Sturm die Lehr-DVDs The Art of the Bow (2005) und The Art of the Left Hand (2010), bei denen Benutzer unterschiedliche Kamerawinkel nutzen können, um die vorgestellten Techniken des Bassspiels besser zu lernen. Beide DVDs erhielten sehr gute Kritiken.
Sturm wirkte sechs Jahre lang Redakteur für Neue Musik bei der Zeitschrift Bass World. Von 1994 bis 2011 war er Professor für Kontrabass und Jazz-Studien sowie Koordinator der Streicherabteilung an der Ball State University. Seit 2011 lehrt er an der University of Nebraska-Lincoln als Professor für Kontrabass und Jazzstudien und Koordinator der Streicher- und Jazzbereiche. Er war Präsident der International Society of Bassists. Außerdem ist er geschäftsführender und künstlerischer Leiter des Meadowlark Music Festival. Mit seiner Frau, der Sängerin Jackie Allen, mit der er auch das Album Landscapes: Bass Meets Voice veröffentlichte, lebte er derzeit in Lincoln, Nebraska.

## Diskographische Hinweise
- Fireflight: Sun Suite (Innova Recordings 2000)
- Altered States of Bass (2005)
- Hans Sturm, Tom Larson, Sylvain Rabbath: A Day in Paris (Avant Bass 2016)

## Schriften
- 75 Years on 4 Strings: The Life and Music of François Rabbath 2022[3]